# Mattawa River
Mattawa River är ett vattendrag i Kanada.   Det ligger i provinsen Ontario, i den sydöstra delen av landet, 250 km väster om huvudstaden Ottawa. Mattawa River ligger vid sjön Boom Lake.
I omgivningarna runt Mattawa River växer i huvudsak blandskog. Trakten runt Mattawa River är nära nog obefolkad, med mindre än två invånare per kvadratkilometer.